# Komsomolets (Krasnodar)
Komsomolets (del ruso: Комсомолец) es un posiólok del raión de Yeisk del krai de Krasnodar, en Rusia. Está situado en las tierras bajas de Kubán-Azov, en la península de Yeisk, 14 km al sur de Yeisk y 179 km al noroeste de Krasnodar, la capital del krai. Tenía 2 033 habitantes en 2010.
Es cabeza del municipio Krasnoarméiskoye, al que pertenecen asimismo Novátor y Simonovka.

## Historia
La localidad fue registrada el 22 de agosto de 1952.

## Economía y transporte
La principal industria de la localidad es una fábrica procesadora de productos agrícolas.
Inmediatamente al este de la localidad pasa la carretera Yeisk-Yasénskaya-Novominskaya.